# Dorohoi
Dorohoi (udtale:doroˈhoj) er en by i distriktet Botoșani, i det nordøstlige Rumænien, på den højre bred af floden Jijia, som udvider sig til en sø mod nord. Byen har 22.893 (2021) indbyggere.

## Historie
Dorohoi var tidligere et marked for tømmer og landbrugsprodukter fra det nordlige Moldaviens højland; købmænd fra nabostaterne strømmede til den store messe, der blev afholdt den 12. juni. Bopladsen nævnes første gang i dokumenter fra 1408, hvor en traktat blev underskrevet mellem den moldoviske vojvod, Alexander 1. af Moldavien, og kongen af Polen og Ungarn.
Dorohoi blev bombet af russerne under første verdenskrig.
Dorohoi var tidligere hovedstad i distriktet Dorohoi, men blev degraderet til en kommune, da Sovjetunionen besatte Bessarabien og Nordbukovina i slutningen af juni 1940. Den 1. juli 1940 angreb enheder fra den rumænske hær lokale jøder i en pogrom. Disse militære aktioner mod jøderne blev ikke støttet af den rumænske regering. Da sammensværgelsen mod jøderne blev opdaget af den militære ledelse, blev der sendt tropper for at stoppe overgrebene.

### Oversvømmelser i 2010
Dorohoi var blandt de byer der oplevede dødsfald natten mellem den 28. og 29. juni 2010, da flere veje ind til Dorohoi blev enten skyllet væk eller stod under vand og oversvømmelserne steg til lidt over 1 m nogle steder. Den kraftige regn, der var faldet i næsten en uge, havde fået prognosemagere til at advare om, at den ville fortsætte i det nordøstlige Rumænien.  Den usædvanligt kraftige regn dræbte 6 mennesker, de fleste i byen Dorohoi den 29.